# Préférence communautaire
La préférence communautaire est, dans le cadre de l'Union européenne, le caractère des pratiques commerciales, ou des politiques commerciales, qui privilégient les facteurs de production du marché intérieur par rapport à ceux du reste du monde.
Dans un arrêt du 10 mars 2005 (Espagne c/ Conseil), la Cour de justice européenne a jugé, contre le gouvernement espagnol, que la préférence communautaire n'était pas une exigence légale mais constituait « l'une des considérations à caractère politique sur lesquelles les institutions communautaires se sont fondées lors de l’adoption de régimes d’échanges avec des pays tiers ». Cette interprétation était conforme aux positions défendues par le Conseil et la Commission européenne.

## Historique de la notion dans le traité de Rome (1957)
La préférence communautaire n'est pas inscrite dans le traité de Rome et résulte en fait d'une pratique. Toutefois, on peut identifier l'idée de « préférence communautaire » au travers du tarif extérieur commun, mis en place en 1968. Celui-ci traduit la disparition des droits de douane entre les États membres de la Communauté économique européenne d'alors, tandis qu'un tarif douanier unique était entré en vigueur pour les marchandises entrant dans la CEE.

## La préférence communautaire par politiques sectorielles

### Dans le domaine agricole
Historiquement, l'agriculture est l'une des deux politiques sectorielles (avec les transports) citées dans le traité de Rome.
Or, la notion même de « préférence communautaire » n'y est pas évoquée, en raison des divergences de point de vue doctrinal sur le commerce international entre Allemands et Français, principalement : cette divergence est illustrée par les articles 38 et 47 du traité de Rome qui, selon le rapport d'information du Sénat français du 1er décembre 2005 consacré à la préférence communautaire « sont sans doute ceux qui recèlent le plus d’arrière-pensées et qui tentent de dissimuler les plus graves malentendus ».
De fait, la préférence communautaire dans le domaine agricole a connu une existence courte : la conclusion d'accords commerciaux avec les pays « Afrique, Caraïbes et Pacifique » (dits ACP) au travers de la convention de Lomé en 1975 puis des accords de Cotonou en 2000 ont conduit l'Union européenne à libéraliser davantage ses échanges avec les pays tiers. De même, dans le cadre du cycle de l'Uruguay (1994), qui a remplacé le General Agreement on Tariffs and Trade par l'Organisation mondiale du commerce, l'Union européenne a remplacé ses droits variables à l'entrée de son marché par des droits fixes. Cependant, ces droits font toujours l'objet d'une contestation entre libéraux et protectionnistes : les uns souhaitant les voir disparaître (notamment les émergents agricoles comme le Brésil), tandis que d'autres préfèrent les conserver à l'image de la France.

### Dans le domaine industriel
Il existe plusieurs applications de la préférence communautaire dans ce domaine : industries stratégiques, marchés publics (Buy European Act), etc.
Dans ce domaine, les avis sont partagés : certains estiment que le commerce multilatéral doit être privilégié, dans le cadre de l'OMC
tandis que, depuis les années 2010, les politiques plus protectionnistes semblent nécessaires pour défendre le modèle social européen (standards environnementaux et sociaux élevés) dans une mondialisation plus incertaine.

### Dans le domaine social
Par extension, la préférence communautaire est évoquée dans le cadre du marché de l'emploi européen. Il s'agit, lorsqu'une offre d'emploi est publiée, de donner la priorité au demandeur d'emploi national ou communautaire sur un demandeur d'emploi de la nationalité d'un Etat tiers, non intégré sur le marché de l'emploi d'un Etat membre de l'UE.